# Phelsuma dubia
Phelsuma dubia là một loài thằn lằn trong họ Gekkonidae. Loài này được Boettger mô tả khoa học đầu tiên năm 1881.

## Hình ảnh

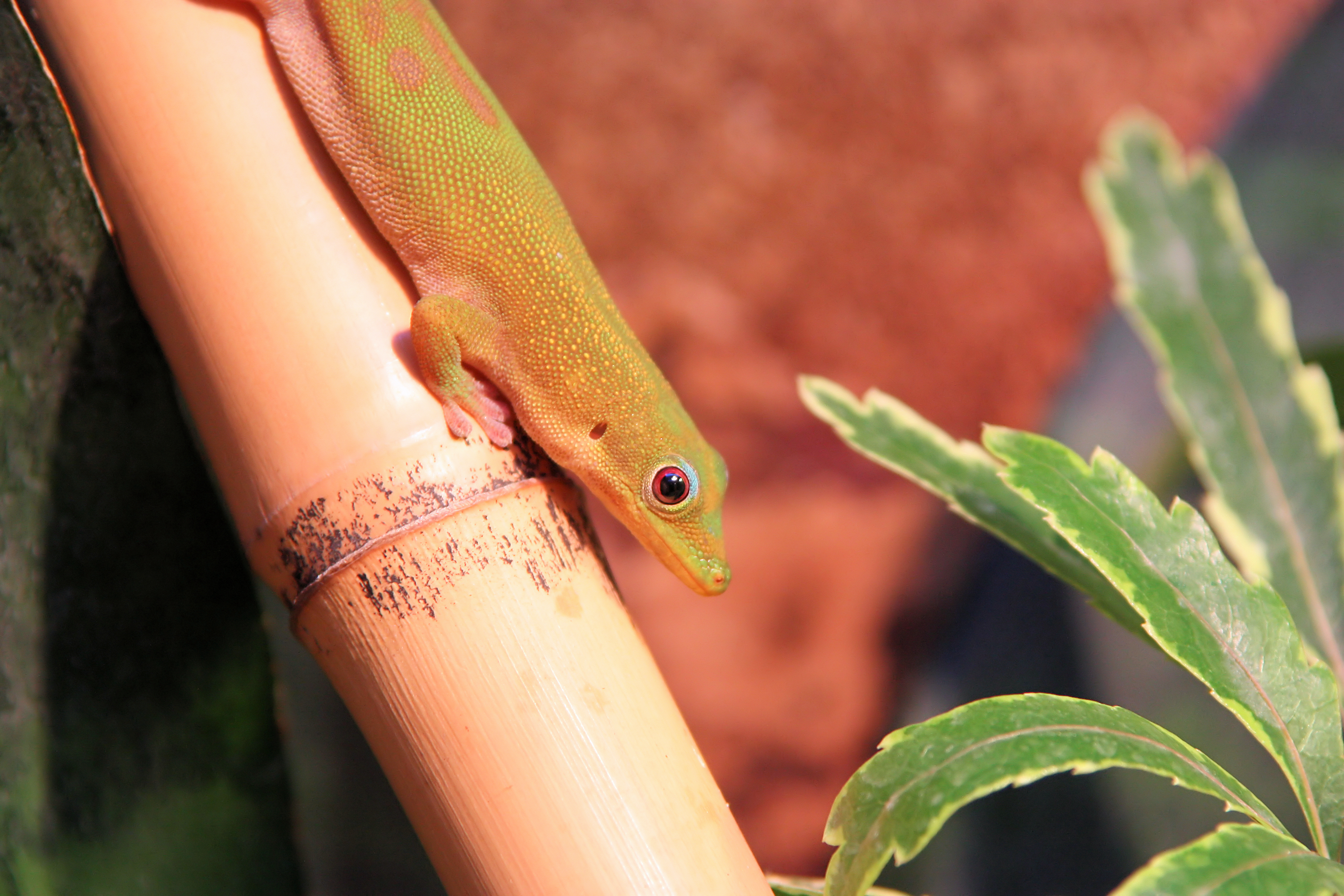
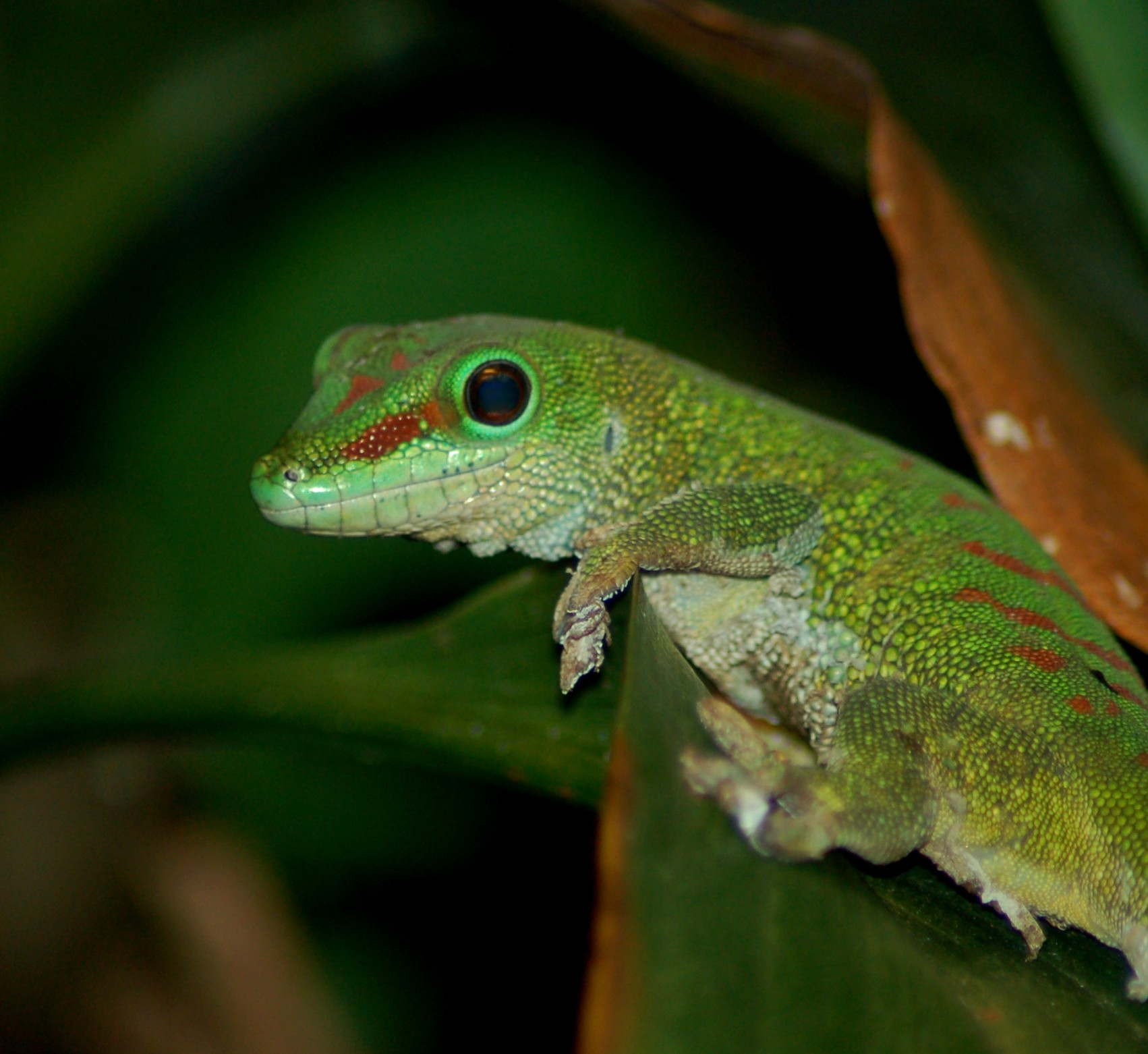
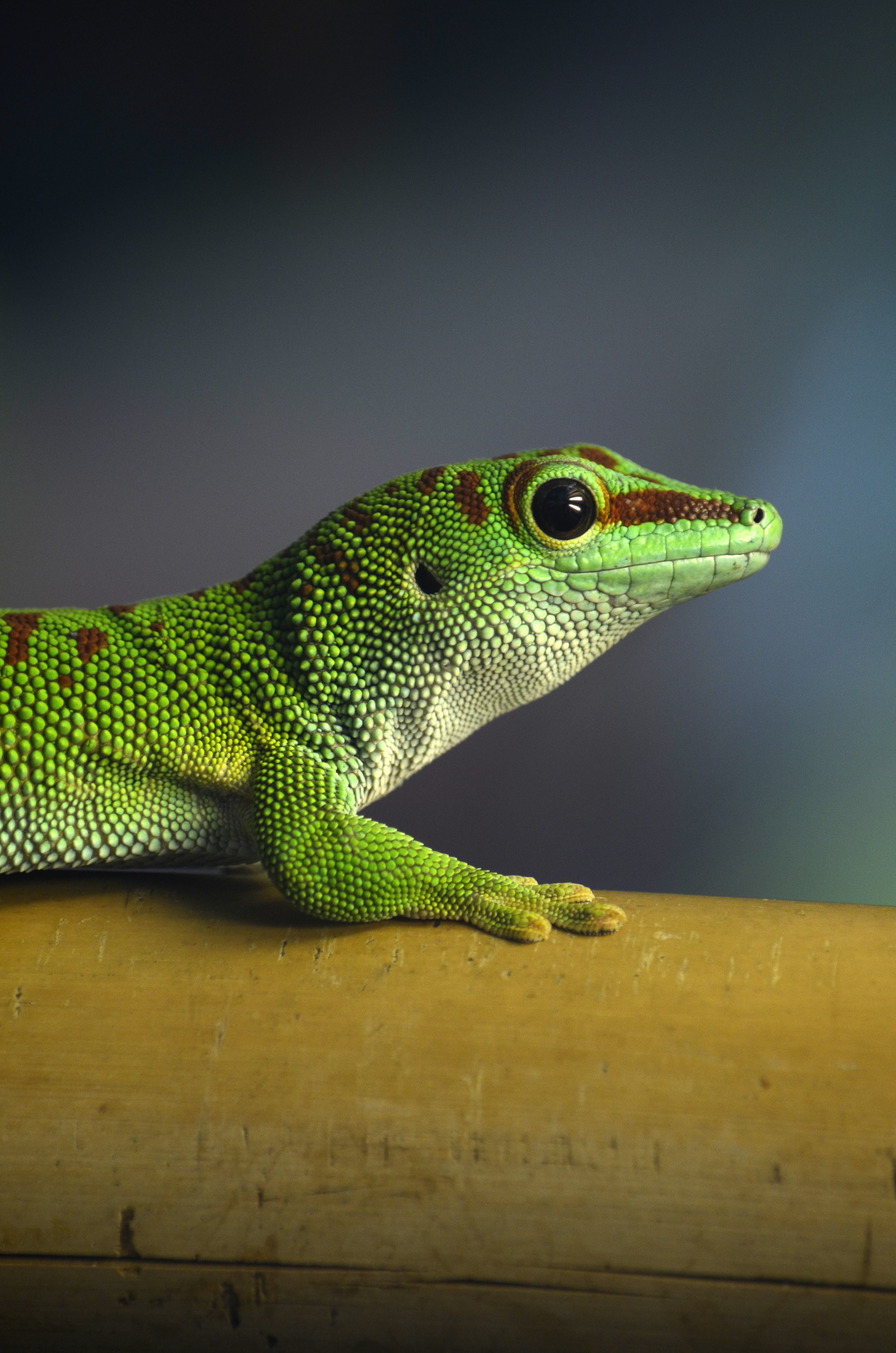
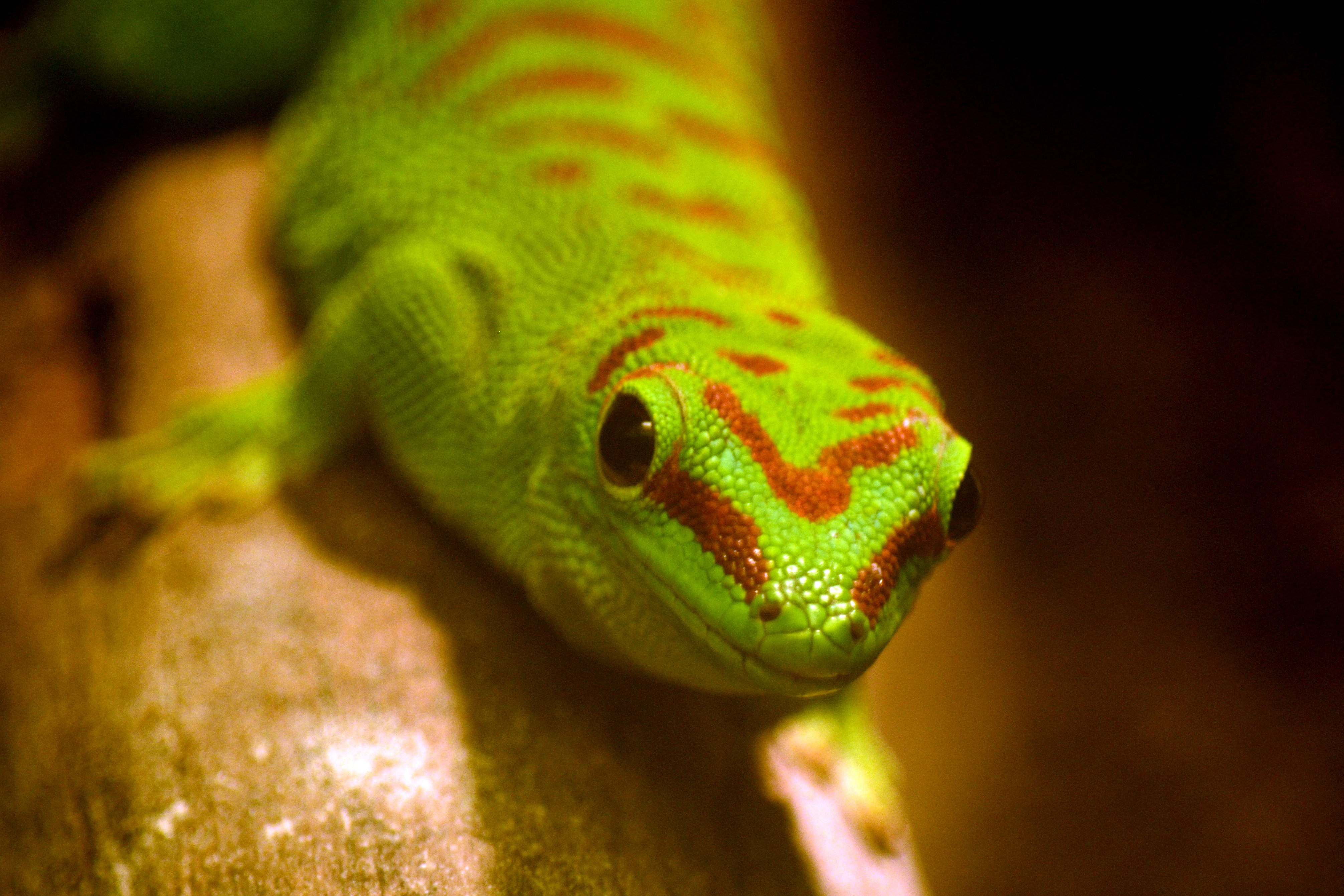